# Fionn O’Shea
Fionn O’Shea (ur. 2 stycznia 1997 w Dublinie) – irlandzki aktor, wystąpił w roli Neda Roche’a w filmie Piękny drań z 2016 roku.

## Kariera
W 2007 roku zadebiutował w irlandzkim filmie krótkometrażowym New Boy. W 2009 roku zagrał w filmie fabularnym A Shine of Rainbows. W latach 2009–2012 grał w irlandzko–brytyjskim serialu animowanym dla dzieci Roy. W 2016 roku zagrał w komediodramacie Piękny drań, gdzie wcielił się w rolę Neda Roche’a – chłopca, który próbuje zmierzyć się z prześladowaniem ze strony rówieśników z powodu odmiennych zainteresowań, braku zaangażowania sportem czy orientacji seksualnej. Na 15. Irish Film & Television Awards był nominowany do tytułu Actor in a leading role (Aktor w roli głównej) oraz Rising Star Award (Wschodząca gwiazda). W 2020 roku zagrał Jamiego w Normal People.

## Filmografia

### Filmy
| Rok  | Tytuł                   | Rola          |
| ---- | ----------------------- | ------------- |
| 2007 | New Boy                 | Seth Quinn    |
| 2008 | Hoor                    |               |
| 2009 | The Mill                | Conor         |
| 2009 | A Shine of Rainbows     | Sierota       |
| 2009 | Free Chips Forever!     | Tom           |
| 2016 | The Siege of Jadotville | William Reidy |
| 2016 | Piękny drań             | Ned Roche     |
| 2018 | Earthy Encounters       | Kyle          |
| 2019 | The Aftermath           | Barker        |
| 2020 | Dating Amber            | Eddie         |

### Programy telewizyjne
| Rok       | Tytuł                   | Rola           | Uwagi                        |
| --------- | ----------------------- | -------------- | ---------------------------- |
| 2009–2012 | Roy                     | Jack           | 24 odcinki                   |
| 2010      | The Santa Incident      | Hamley         |                              |
| 2010      | Jack Taylor             | Peter Gannon   | Odcinek: The Priest          |
| 2013      | Jack Taylor: Priest     | Peter Gannon   |                              |
| 2014      | The Centre              | Corky Kavanagh | 1 odcinek                    |
| 2018      | Innocent                | Jack           | 4 odcinki                    |
| 2018      | Hang Ups                | Ricky Pitt     | 6 odcinków                   |
| 2020      | The Letter for the King | Tristan        | Odcinek: Storm Clouds Gather |
| 2020      | Normal People           | Jamie          |                              |

## Nagrody i nominacje
| Rok  | Nagroda                              | Kategoria                                        | Nagroda za  | Wynik     |       |
| ---- | ------------------------------------ | ------------------------------------------------ | ----------- | --------- | ----- |
| 2017 | FilmOut San Diego LGBT Film Festival | Najlepszy aktor fabularny (nagrody publiczności) | Piękny drań | Wygrana   | [ 3 ] |
| 2018 | IFTA Film & Drama Awards             | Aktor w roli głównej (Actor in a leading role)   | Piękny drań | Nominacja | [ 4 ] |
| 2018 | IFTA Film & Drama Awards             | Wschodząca Gwiazda (Rising Star)                 | Piękny drań | Nominacja | [ 4 ] |